# Vodní zákon
Vodní zákon (zákon č. 254/2001 Sb., o vodách a o změně některých zákonů, ve znění pozdějších předpisů) nabyl účinnosti 1. ledna 2002. Od roku 2002 byl vodní zákon několikrát novelizován, poslední významná novela nabyla účinnosti 1. srpna 2010 (zákon č. 150/2010 Sb.). Po tomto datu byly publikovány ve Sbírce zákonů další menší dílčí změny. Poslední s účnností od 1. února 2020. Paragrafy vodního zákona mají zmocnění v řadě prováděcích vyhlášek. 
Vodní zákon včetně souvisejících předpisů představuje právní nástroj pro kvalifikované rozhodování vodoprávních úřadů, které plní funkci speciálního stavebního úřadu. 
Účelem zákona je chránit povrchové a podzemní vody, stanovit podmínky pro hospodárné využívání vodních zdrojů a pro zachování i zlepšení jakosti povrchových a podzemních vod, vytvořit podmínky pro snižování nepříznivých účinků povodní a sucha a zajistit bezpečnost vodních děl. 

## Působnost zákona

### Zákon upravuje
- podmínky pro využívání povrchových vod a podzemních vod z hlediska jejich kvality i kvantity,
  - zejména tím, že
    - Podmínky užívání k plavbě,
    - Podmínky k těžbě písku, štěrku v korytech vodních toků apod.,
    - Povoluje vrácení toku do původního koryta,
    - Povoluje zasypávání odstavených ramen.
- problematiku ochrany před povodněmi, a snižováním rizik při jejím průběhu a skončení
  - zejména tím, že:
    - stanovuje způsob a pravomoci pro vymezení záplavových území,
    - upravuje přípravu účastníků povodňové ochrany,
    - upravuje způsob vyklízení záplavových území,
    - definuje stupně povodňové aktivity,

- užívání a ochranu vodních děl
  - například zakazuje poškozování vodních děl a jejich funkcí,
  - zakazuje na ochranných hrázích vysazovat dřeviny, jezdit po nich vozidly,
  - přikazuje vlastníkům odstraňovat předměty a hmoty zachycené či ulpělé na vodních dílech
- užívání vod na základě povolení
  - u povrchových vod
    - k jejich odběru,
    - k využívání jejich energetického potenciálu,
    - k užívání těchto vod pro chov ryb nebo vodní drůbeže.

  - u podzemních vod
    - k jejich odběru,
    - k jejich akumulaci,
    - k jejich čerpání za účelem snižování jejich hladiny.
- podporu života ryb
  - zákazem vypouštění nepůvodních, geneticky nevhodných a neprověřených populací ryb a ostatních vodních živočichů, nepřirozených druhů do vodních toků a vodních nádrží bez souhlasu příslušného vodoprávního úřadu
- pokuty za porušení jednotlivých povinností v rozmezí od 20 000 do 500 000 Kč
- druhy živočichů, které mohou být vypouštěny do volných vod, případně jaké populace těchto druhů je možné použít jako zdrojové.
- působnost orgánů veřejné správy,
- ukládá povinnosti právnickým a fyzickým osobám v souvislosti s ochranou povrchových a podzemních vod.
- systém plateb a financováním výdajů ve veřejném zájmu.

### Účelem tohoto zákona je zejména
- chránit povrchové a podzemní vody,
- stanovení podmínek pro hospodárné využívání vodních zdrojů,
- zachování a zlepšení jakosti jakostí povrchových a podzemních vod,
- vytvoření podmínek pro snižování nepříznivých účinků povodní a sucha,
- zajistit bezpečnost vodních děl.